# Palacio de Peñaflor (Guadix)
El palacio de Peñaflor, también conocido como el palacio de los Pérez de Barradas o la casa de Barradas, es un edificio de carácter histórico situado en el municipio español de Guadix, en la provincia de Granada, comunidad autónoma de Andalucía. Levantado en el siglo XVI, en la actualidad su aspecto presenta modificaciones respecto de su forma original. El palacio se encuentra inscrito en el Catálogo General del Patrimonio Histórico Andaluz y desde 1982 está protegido como Bien de Interés de Cultural.

## Características
La construcción del palacio se realizó en el siglo XVI, aunque durante el siglo XVIII se llevaron a cabo diversos trabajos y transformaciones en su estructura. En sus orígenes fue propiedad de los Pérez de Barradas, marqueses de Cortes y Graena, una familia nobiliaria que se instaló en Guadix tras la conquista castellana de la zona. El edificio dispone de dos plantas y se apoya sobre la muralla oriental de la urbe. De cara al exterior sobresalen sus dos fachadas ―la principal, que da a la calle Barradas, y la que da a la Plaza de Santiago―, mientras que en su interior destacan los artesonados de estilo mudéjar que cubren los salones. El exterior, de aspecto sobrio, cuenta con una única puerta de acceso y dos torres cuadrangulares a ambos lados. En fechas recientes la titularidad del palacio ha sido cedida al ayuntamiento de Guadix, con el fin de instalar un museo en su recinto.

## Galería de imágenes

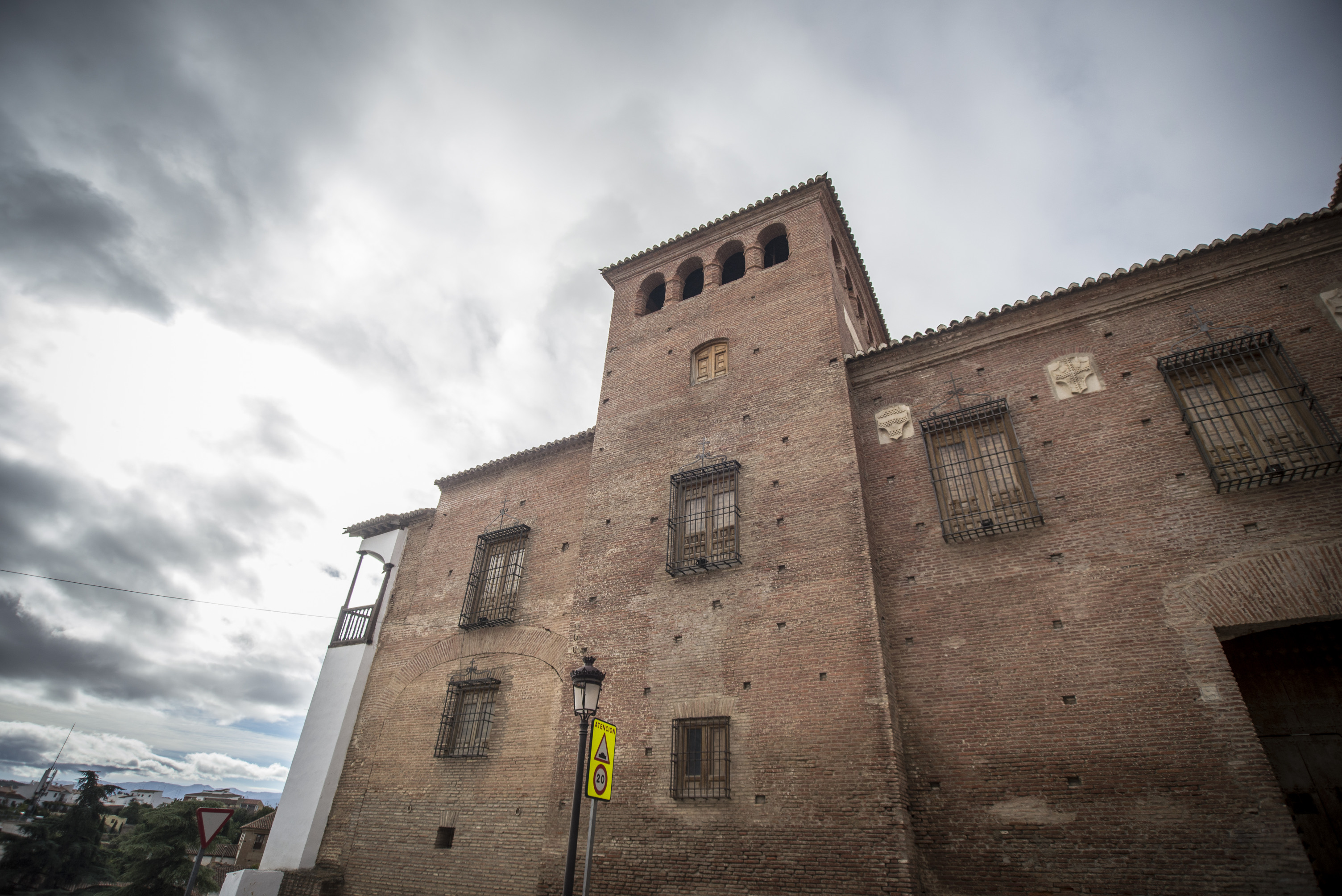
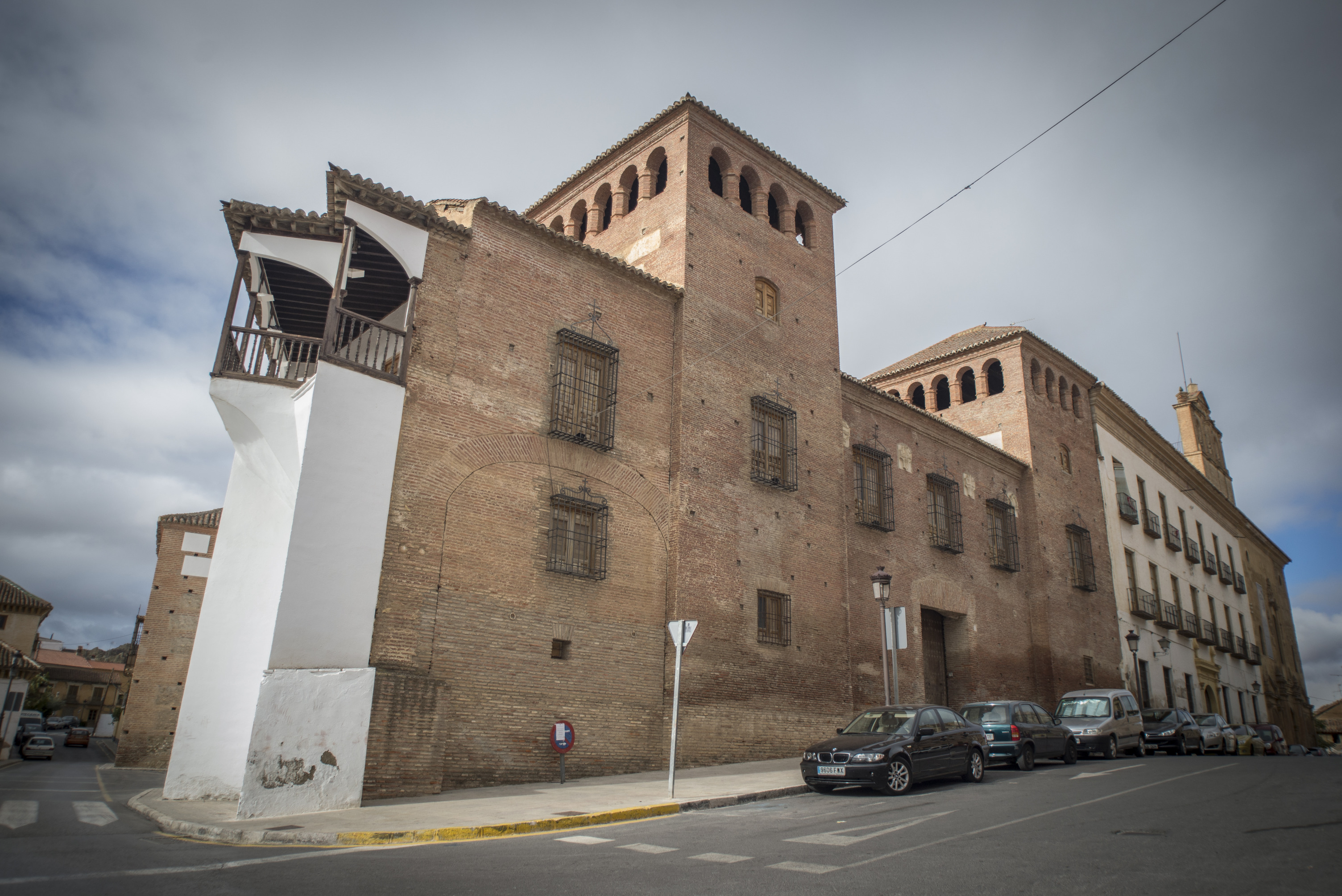
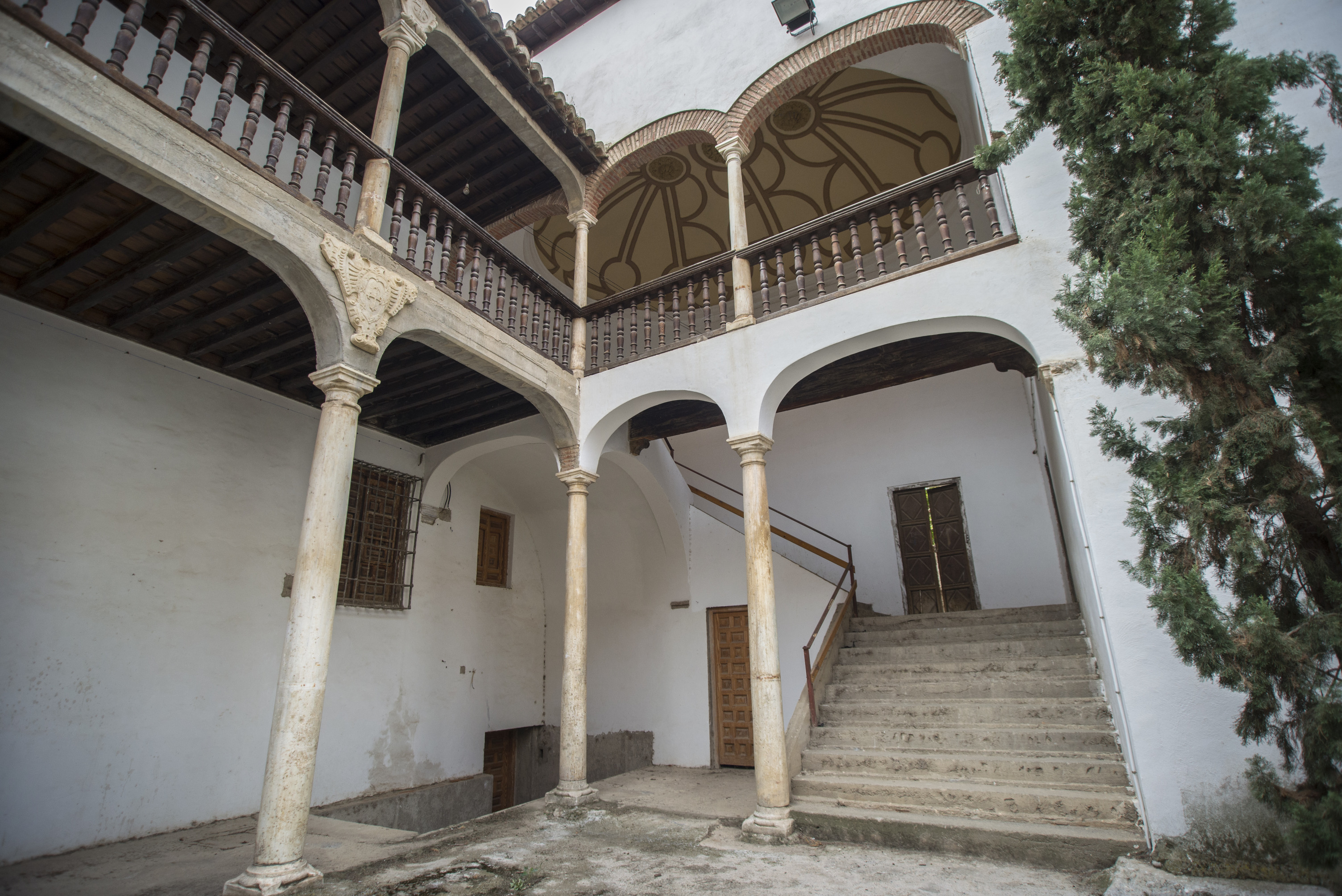
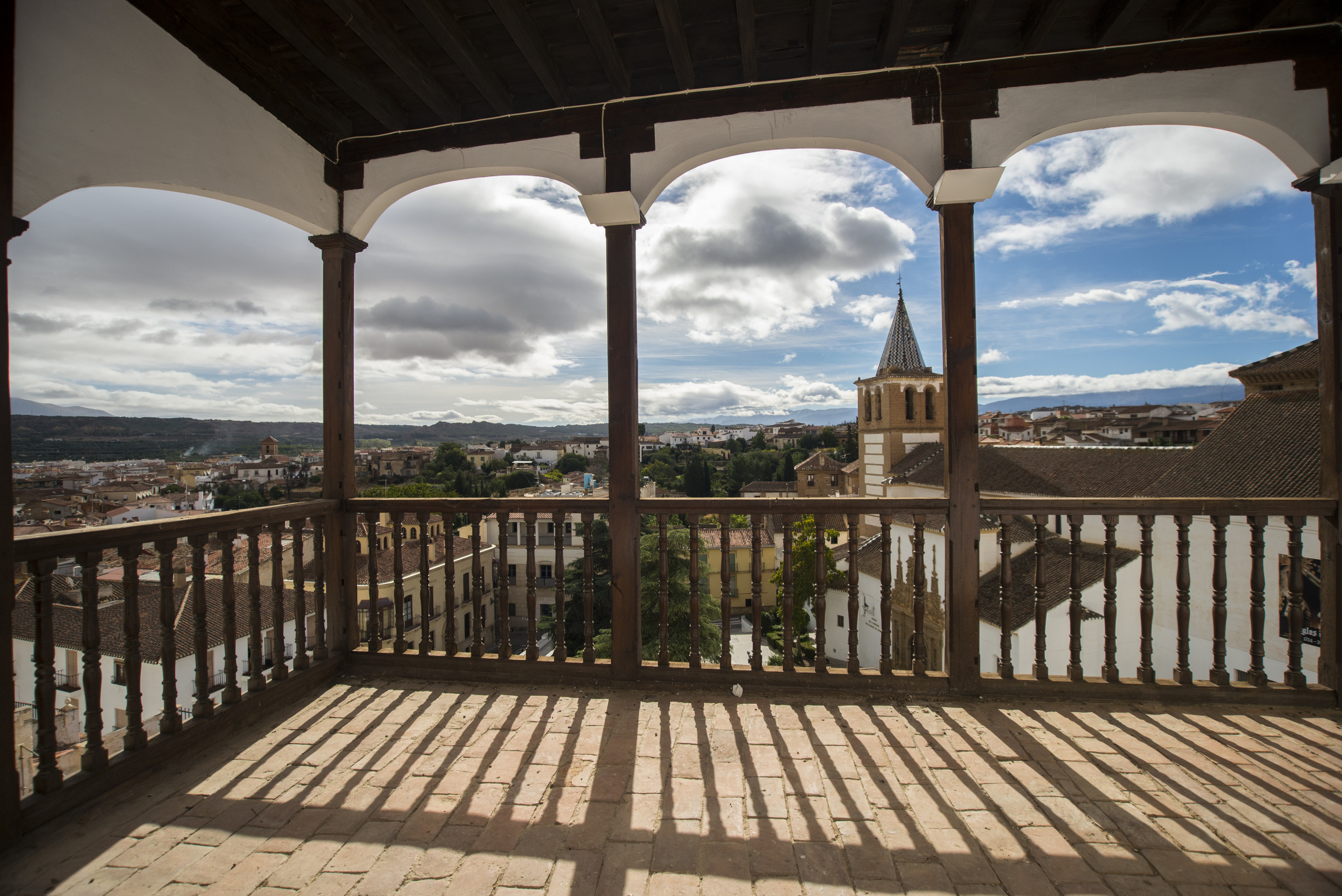
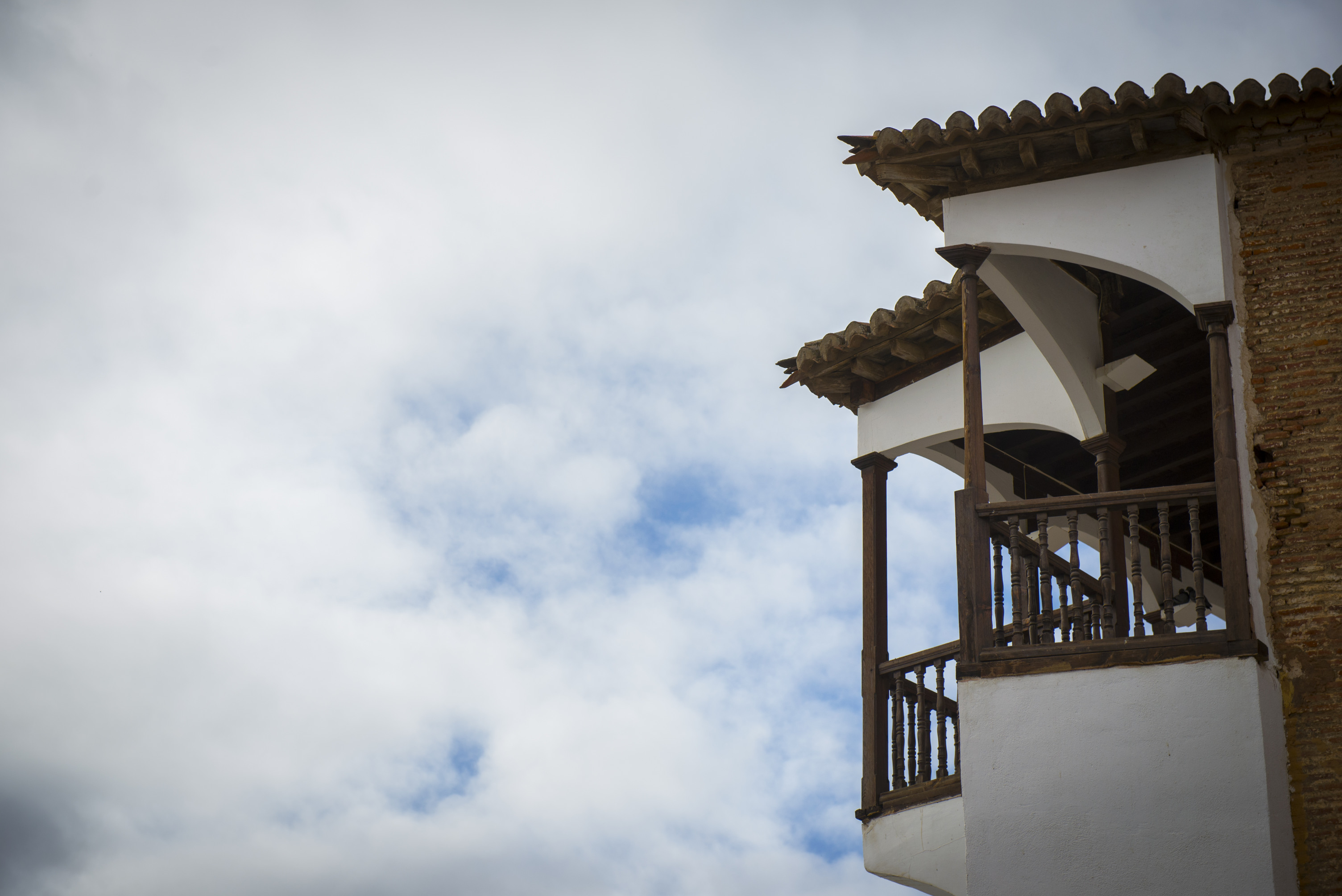